# نایک بلیزر
نایک بلیزر یک کفش ورزشی است که توسط نایک تولید شده است. این کفش در ابتدا در سال ۱۹۷۳ به عنوان یک کفش بسکتبال عرضه شد.
نام تجاری مستقر در بیورتون، اورگان، این طرح را به افتخار تیم منطقه‌ای NBA، پورتلند تریل بلیزرز، «بلیزر» نامید. کفش اصلی از سه جزء اصلی ساخته شده بود: قسمت رویه از چرم، زبانه از نایلون و زیره میانی از لاستیک ساخته شده بود.